# آتشفشان سمیرنوف
آتشفشان سمیرنوف (انگلیسی: Smirnov) یک کوه آتشفشانی در جزایر کوریل کشور روسیه است.